# Salomé (Bonis)
Salomé, op. 100, és una obra de Mel Bonis, composta el 1909.

## Composició
Mel Bonis escriu dues verisons per Salomé: una per piano i l'altra per orquestra. Dedicada al M. Paul Locard, la versió per piano va ser publicada el 1909 per éditions Leduc i va ser reeditada l'any 2004 éditions Furore, així com la versió orquestral, però aquesta només va ser publicada pòstumament.

## Anàlisi
Salomé forma part d'un conjunt d'obres que descriuen grans heroïnes mitològiques. Aquestes peces mostren figures arquetípiques i permeten una reflexió en torn al lloc que ocupen les dones i el destí que els homes els reserven. Aquesta peça forma part d'un cicle pòstum : « dones llegendàries », que també inclou Mélisande, Ophélie, Viviane, Phoebe, Cléopatra, Écho, Desdèmona i Omphale « La seva interpretació requereix requisits tècnics avançats .
La versió orquestral de l'obra mostra un gran domini compositiu. El seu estil té connexió amb un orientalisme present en obres com Hérodiade de Jules Massenet, d'Édouard Lalo o, fins i tot, d'Ernest Reyer .

## Recepció
La pròpia compositora va interpretar l'obra el 1909, en un concert on també es van tocar obres de Cécile Simon i de Cécile Chaminade. Segons La Française, l'obra és descrita com una fantasia oriental
L'obra va tornar a ser interpretada l'any 1923 per Yvonne Herr-Japy .També va tornar a sonar el 26 de febrer de 1927, aquesta vegada, en mans de Marguerite Moreau-Leroy i al costat de Mélisande .

## Discografia
- Bonis: The Wounded Cathedral, Pianoworks, Veerle Peeters (piano), Et'Cetera, 2010